# Norrfjärdens kyrka
Norrfjärdens kyrka är en kyrkobyggnad i Norrfjärden en mil norr om Piteå. Den är församlingskyrka i Norrfjärdens församling i Luleå stift.

## Kyrkobyggnaden
Norrfjärdens kyrka uppfördes 1967 efter ritningar av Göte Lundström, fyra år efter att den äldre träkyrkan från 1913 brunnit ned. Kyrkan består av ett brett långhus med förhöjt mittskepp där längsgående fönsterband ger överljus. Den ljusa träinredningen kontrasterar mot interiörens mörka tegelväggar. Den skulpturala korväggen och altarets silverkors formgavs av konstnären Fritz Sjöström. Till det yttre påminner kyrkans form om en basilika, fast utförd i ett för 1960-talets arkitektur tidstypiskt formspråk med strikt geometriska former i hårdbränt tegel. Tornet består av en rätvinklig, öppen stålkonstruktion i vilken kyrkklockorna är upphängda.

## Äldre kyrkobyggnad
Norrfjärdens församling avsöndrades från Piteå landsförsamling 1915. I samband med detta byggdes en träkyrka efter ritningar av Torben Grut. Denna kyrka totalförstördes i en brand 1963.

## Orgel
För att lära sig de gamla mästarnas arbetssätt inför en kommande restaurering av orgeln i Övertorneå kyrka ville man bygga en kopia i nytt material av orgeln i Tyska Sankta Gertruds kyrka i Stockholm. Repliken skulle åskådliggöra utseendet vid mitten av 1600-talet efter Herman & Eisenmengers ombyggnad 1647–1651. Som utgångspunkt användes ett avsyningsprotokoll upprättat 1684 av Gustaf Düben. Instrumentet skulle tillverkas av samme orgelbyggare som sedan skulle ta itu med orgeln i Övertorneå, Grönlunds orgelbyggeri i Gammelstad.
Orgeln gavs 36 stämmor uppdelade på fyra verk, tre manualer med svarta undertangenter och pedal. Tonhöjd: korton. Tempereringen gjordes enligt dåtida praxis i medelton. Tonomfång: manual C, D, E, F-c³ + subsemitoner diss/ess, diss¹/ess¹ & diss²/ess² & bruten stor oktav, pedal C, D, E, F-d¹ + subsemitoner diss/ess & bruten stor oktav. 
Dock gjordes ett tillägg i förhållande till originalet: man installerade ett regalverk, som placerades i orgelns bröst och spelades via huvudverkets manual. Detta gjordes som en hyllning till Paulus Müller från Spandau, den ursprunglige orgelbyggaren i Sankta Gertruds kyrka. Invigningen ägde rum 1:a söndagen i advent 1997.

### Disposition
| Hauptwerck C, D, E, F-c³               | Oberwerck C, D, E, F-c³          | Rückpositief C, D, E, F-c³ | Pedahlverk C, D, E, F-d¹ |
| Principal 8'                           | Quintadena 8'                    | Principal 4'               | Under Bass 16'           |
| Quintadena 16'                         | Zap: flöite 4'                   | Flött 8'                   | Gedackter Bass 8'        |
| Grosse Spiel flöte 8'                  | Nasat 3' (eg. 2 2/3')            | Flött 4'                   | Octava Bass 4'           |
| Gedackt flött 8'                       | Octava 2'                        | Super Octave 2'            | Posaunen Bass 16'        |
| Octava 4'                              | Spitzquinten 1 1/2' (eg. 1 1/3') | Walt flött 2'              | Trommeten Bass 8'        |
| Spitz flött 4'                         | Zimball II fach                  | Sexquealtra II chor        | Dulcian Bass 8'          |
| Quinta 3' (eg. 2 2/3'), II chor från c | Schallmeijen 8'                  | Cimball III fach           | Corneten Bass 4'         |
| Super Octava 2'                        | Dulcian 16'                      |                            |                          |
| Mixtur VI fach                         |                                  | Krumb Horn 8'              |                          |
| Dussanen 16'                           |                                  | Geigen Regall 4'           |                          |
| Trommeten 8'                           | Tremulandt (Hauptkanal)          |                            |                          |
| Brustwerk                              | Vogell Gesang                    |                            | Koppel                   |
| Regal 8'                               | Stern                            |                            | Hauptwerk/Pedahl         |
|                                        | Calcant                          |                            | Rückpositief/Pedahl      |
| Koppel                                 |                                  |                            |                          |
| Oberwerk/Hauptwerk                     |                                  |                            |                          |